# Martin Axenrot
Martin Axenrot nació en 1979 en Linköping, Suecia. Es conocido por su trabajo como baterista en bandas como Bloodbath, Satanic Slaughter, Witchery y más recientemente, Opeth en los últimos cinco tours de la banda, llenando el espacio que dejó Martín López. Se unió oficialmente a Opeth el 12 de mayo del 2006 al momento que López dejaba la banda permanentemente. El 16 de noviembre de 2021 la banda, mediante un comunicado en redes sociales, anunció la salida de Axenrot debido a “conflictos de interés”. Junto a su salida de la banda se anunció a Sami Karppinen como su reemplazo para el tour norteamericano, junto a las bandas Mastodon y Zeal & Ardor.

## Discografía
Discografía con Opeth
- The Roundhouse Tapes, álbum en vivo de 2007.
- Watershed álbum de estudio de 2008.
- Heritage álbum de estudio de 2011.
- Pale Communion álbum de estudio de 2014.
- Sorceress álbum de estudio de 2016.
- In Cauda Venenum álbum de estudio de 2019.

Discografía con Witchery
- Don't Fear the Reaper de 2006

Discografía con Bloodbath
- Nightmares Made Flesh, 2004
- The Fathomless Mastery, 2008
- Grand Morbid Funeral, 2014